# Наводнения на Северном Кавказе (2002)
Наводнения на юге России в 2002 году — ряд стихийных бедствий, затронувших Северо-Кавказский и Южный федеральные округа.

## Июнь
17—24 июня таяние снега в горах и ливневые дожди вызвали небывалый подъем воды в реках Южного и Северо-Кавказского федеральных округов. По сведениям МЧС России, погибли 114 человек, разрушено более 13 тысяч домов и множество объектов инфраструктуры. На Кубани большая вода накрыла Армавир, Невинномысск, но больше всего досталось прибрежному Новороссийску. 21—22 июня город настиг смерч. Огромные потоки смывали машины с людьми. В Ставропольском крае — 46 погибших. В Карачаево-Черкесии погибло 10 человек. Многие населённые пункты остались без водопровода, канализации и электричества, что вызвало вспышки инфекционных заболеваний. Ущерб от наводнения превысил 16 млрд рублей, пострадавших — свыше 310 тысяч жителей. Наиболее пострадали станица Барсуковская и город Минеральные Воды.

## Август
6—9 августа ливневые дожди и смерчи в Краснодарском крае привели к затоплениям и разрушениям. От стихии пострадало черноморское побережье, в основном окрестности Новороссийска, Анапа, Крымск. По сведениям МЧС России, погибли 62 человека, разрушено более 400 домов и множество объектов инфраструктуры. Ущерб от наводнения превысил 1,7 млрд рублей.
6 августа селевые потоки с гор смыли инженерные сооружения и часть полотна железной дороги Туапсе—Сочи, заблокировав железнодорожное сообщение и несколько поездов на этом участке. 7 и 8 августа затопило Новороссийск и окрестности, где менее чем за сутки выпала полугодовая норма осадков. 8 августа в районе Новороссийска образовалось несколько смерчей. Смерчи набирали воду в море и, дойдя до гор, распадались. Таким образом, за короткое время было перенесено несколько миллионов тонн воды, которая обрушилась на окрестности Новороссийска и Крымск. Волной от Крымска смыты посёлки Верхний Адагум и Нижнебаканский, другая волна ударила по Широкой Балке. 8 августа выходит из берегов озеро Абрау, смыв в море крупный туристический лагерь. 9 августа разрушается аварийная плотина Владимировского (Верхнебаканского) водохранилища, затопив Цемдолину — район Новороссийска.
В июне 2004 Новороссийский городской суд признал главу администрации Новороссийска Валерия Прохоренко виновным в халатности (несвоевременное оповещение о бедствии) и приговорил к 3,5 годам лишения свободы условно.

## Сентябрь
20 сентября 2002 года 125 человек погибло при сходе ледника Колка в Кармадонском ущелье в Северной Осетии. Метровая толща льда, грязи и камней накрыла ущелье километровым слоем. Расположенный здесь посёлок Верхний Кармадон вместе с базами отдыха был практический стёрт с лица планеты. Также в зоне бедствия огромная грязевая волна буквально смыла всю съёмочную группу режиссёра и актёра Сергея Бодрова-младшего, приехавшую в регион для съёмок военной драмы «Связной». 
Фильм в конечном итоге не был завершён и работа над ним была прекращена сразу после трагедии. Спустя 3 месяца, в декабре 2002 года на экраны вышла последняя киноработа с Сергеем в главной роли — мелодрама «Медвежий поцелуй», снятая его отцом — Сергеем Бодровым-старшим, который закончил её в августе.